# إيرمينيو ميراندا
إيرمينيو ميراندا (بالإسبانية: Herminio Miranda) هو لاعب كرة قدم باراغواياني في مركز قشاش، ولد في 7 مايو 1985 في ايتا في باراغواي. لعب مع أوليمبيا أسونسيون ونادي بويبلا وناسيونال أسونسيون وهواتشيباتو.

## وصلات خارجية
- إيرمينيو ميراندا على موقع قاعدة بيانات كرة القدم.إي يو (الإنجليزية)
- إيرمينيو ميراندا على موقع Soccerway.com (الإنجليزية)